# Mistrovství Jižní Ameriky ve fotbale 1920
Mistrovství Jižní Ameriky ve fotbale 1920 bylo čtvrté mistrovství pořádané fotbalovou asociací CONMEBOL. Vítězem se stala Uruguayská fotbalová reprezentace.

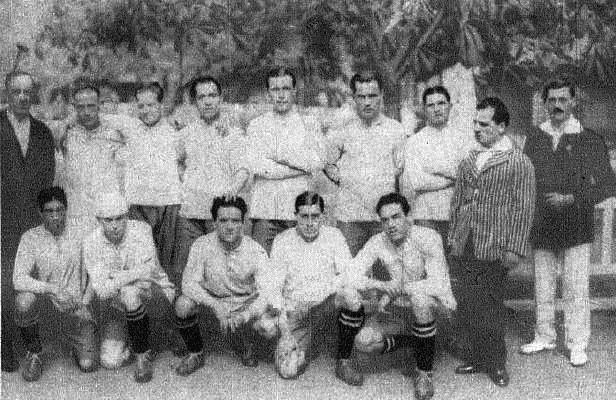
Uruguayská reprezentace

## Tabulka
| Tým       | Z | V | R | P | VG | IG | +/- | B |
| --------- | - | - | - | - | -- | -- | --- | - |
| Uruguay   | 3 | 2 | 1 | 0 | 9  | 2  | +7  | 5 |
| Argentina | 3 | 1 | 2 | 0 | 4  | 2  | +2  | 4 |
| Brazílie  | 3 | 1 | 0 | 2 | 1  | 8  | -7  | 2 |
| Chile     | 3 | 0 | 1 | 2 | 2  | 4  | -2  | 1 |

## Zápasy
| 11. září 1920 |       |       |                                                                                      |
| Brazílie      | 1 – 0 | Chile | Estadio Valparaíso Sporting Club, Viña del Mar rozhodčí: Martín Aphesteguy (Uruguay) |
| Alvariza 53'  |       |       | Estadio Valparaíso Sporting Club, Viña del Mar rozhodčí: Martín Aphesteguy (Uruguay) |

| 12. září 1920  |       |                |                                                                                    |
| Argentina      | 1 – 1 | Uruguay        | Estadio Valparaíso Sporting Club, Viña del Mar rozhodčí: Francisco Jiménez (Chile) |
| Echeverría 75' |       | Piendibene 10' | Estadio Valparaíso Sporting Club, Viña del Mar rozhodčí: Francisco Jiménez (Chile) |

| 18. září 1920                                                   |       |          |                                                                               |
| Uruguay                                                         | 6 – 0 | Brazílie | Estadio Valparaíso Sporting Club, Viña del Mar rozhodčí: Carlos Fanta (Chile) |
| Romano 23', 60' Urdinarán 26' (pen.) Pérez 29', 65' Campolo 48' |       |          | Estadio Valparaíso Sporting Club, Viña del Mar rozhodčí: Carlos Fanta (Chile) |

| 20. září 1920 |       |                |                                                                                 |
| Chile         | 1 – 1 | Argentina      | Estadio Valparaíso Sporting Club, Viña del Mar rozhodčí: João De María (Brazil) |
| Bolados 30'   |       | Dellavalle 13' | Estadio Valparaíso Sporting Club, Viña del Mar rozhodčí: João De María (Brazil) |

| 25. září 1920                |       |          |                                                                                      |
| Argentina                    | 2 – 0 | Brazílie | Estadio Valparaíso Sporting Club, Viña del Mar rozhodčí: Martín Aphesteguy (Uruguay) |
| Echeverría 40' Libonatti 73' |       |          | Estadio Valparaíso Sporting Club, Viña del Mar rozhodčí: Martín Aphesteguy (Uruguay) |

| 3. října 1920        |       |               |                                                                               |
| Uruguay              | 2 – 1 | Chile         | Estadio Valparaíso Sporting Club, Viña del Mar rozhodčí: Carlos Fanta (Chile) |
| Romano 37' Pérez 65' |       | Domínguez 60' | Estadio Valparaíso Sporting Club, Viña del Mar rozhodčí: Carlos Fanta (Chile) |